# Gynoplistia tillyardi
Gynoplistia tillyardi là một loài ruồi trong họ Limoniidae. Chúng phân bố ở miền Australasia.